# تسلسل FAST
تسلسل FAST هو اختصار واستذكار طبي للمساعدة في اكتشاف وتعزيز الاستجابة لاحتياجات الشخص المصاب بالسكتة الدماغية.
- F تعني تدلي الوجه: يكون بإحدى أجزاء الوجه، وعادةً يقتصر على جهة واحدة فقط، شلل الوجه المركزي والتي يصعب تحريكها أيضًا، ويمكننا التعرف على الجهة المصابة عن طريق الابتسامة الملتوية.
- A تعني ضعف الذراع: شلل جزئي وهي عدم قدرة المريض على رفع ذراعه بالكامل.
- S تعني صعوبات التكلم: حبسة عجز وصعوبة في فهم وإنتاج الكلام.
- T تعني الوقت: إذا ظهر أي من الأعراض المذكورة أعلاه فالوقت أمر جوهري وثمين جدًا، اتصل بخدمات الطوارئ أو أذهب للمستشفى.

## تاريخ
تم تطوير تسلسل FAST في المملكة المتحدة في عام 1998 من قبل مجموعة من أطباء السكتة الدماغية، وموظفوا الإسعاف، وأطباء قسم الطوارئ وتم تصميمه ليكون جزءًا لا يتجزأ من إجراءات التدريب لموظفي الإسعاف، تم إنشاء الFAST لتسريع إعطاء منشط البلازمينوجين للأنسجة الوريدية للمرضى في غضون 3 ساعات من ظهور أعراض السكتة الدماغية الحادة. الأجهزة في هذا الوقت مع معظم الأدلة على صحة وشرعية كان مقياس سينسيناتي قبل دخول المستشفى السكتة الدماغية (بالإنجليزية: Cincinnati Prehospital Stroke Scale (CPSS))‏ وشاشة لوس أنجلوس ما قبل المستشفى السكتة الدماغية (بالإنجليزية: Los Angeles Prehospital Stroke Screen (LAPSS))‏.